# Silvertjärnarna (Älvdalens socken, Dalarna, 678769-138292)
Silvertjärnarna är en sjö i Älvdalens kommun i Dalarna och ingår i Dalälvens huvudavrinningsområde.